# Palazzo Bollettino
Il palazzo Bollettino è un edificio storico della città di Potenza, situato in via Pretoria, nel centro cittadino.

## Storia
L'edificio abitativo è stato realizzato inglobando parte dell'antica cinta muraria della città, risalente al periodo compreso tra il XIII ed il XIV secolo, includendo anche una antica torre di guardia. Pertanto la costruzione sorge ai margini della città antica, lungo il crinale che sovrasta la valle del Basento. Il palazzo è stato dichiarato di interesse storico ai sensi della legge n. 1089 del 1º giugno 1939. Nel 1974 è stato restaurato a spese dei fratelli Francesco e Giovanni Bollettino, proprietari dell'edificio, in conformità alle disposizioni della Soprintendenza archeologica della Basilicata.

## Architettura
Il palazzo Bollettino costituisce uno dei pochi elementi superstiti dell'antica cinta muraria della Potenza medievale. L'intervento di restauro di metà anni settanta è stato di carattere conservativo, prevedendo l'utilizzo di metodi e materiali tradizionali, consentendo il recupero delle strutture murarie che versavano in stato di degrado e di conservare le caratteristiche architettoniche originali dell'edificio. I principali lavori di restauro hanno riguardato il consolidamento delle strutture murarie, il rifacimento dei solai, il rifacimento delle coperture e dei paramenti murari esterni, in aggiunta ad altri lavori di finitura.